# Drzewice
Drzewice (Dendrocygninae) – podrodzina ptaków z rodziny kaczkowatych (Anatidae).

## Zasięg występowania
Podrodzina obejmuje gatunki wodne, zamieszkujące głównie strefę międzyzwrotnikową całego świata.

### Podział systematyczny
Do podrodziny należą następujące rodzaje:
- Thalassornis Eyton, 1838 – jedynym przedstawicielem jest Thalassornis leuconotus Eyton, 1838 – pokraczka
- Dendrocygna Swainson, 1837